# Myrmeleon nigrurus
Myrmeleon nigrurus là một loài côn trùng trong họ Myrmeleontidae thuộc bộ Neuroptera. Loài này được [Author?] miêu tả năm 0000.